# Étude clinique STEP
L’ étude clinique STEP  est le nom donné à une étude clinique d’un vaccin contre le VIH. Ce vaccin, propriété de Merck & Co., est aussi connu sous les noms MRKAd5 HIV-1 Gag/Pol/Nef, HVTN 502 et Merck V520 Protocole 023. Il s’agit d’une étude randomisée en double aveugle  de phase 2B effectuée en Amérique entre novembre 2004 et mars 2007 (fin de collecte des données en décembre 2009)  .

## Bases scientifiques
Le but initialement cherché par le vaccin de Merck est d’induire une réponse immunitaire à médiation cellulaire contre le virus du VIH. Pour ce faire, il y a vaccination de patients à l’aide de trois vecteurs viraux basés sur l’Adénovirus de type 5 (Ad5). Le choix de ce type de vecteur est basé sur des publications antérieures démontrant une meilleure efficacité de ces vecteurs versus des plasmides d’ADN , ou encore versus des vecteurs de poxvirus. La composition exacte du vaccin est en fait un mélange à parts égales (1 :1 :1) de trois vecteurs, un pour Gag, Pol et Nef. Les gènes de ces protéines proviennent du HIV-1 de souches CAM-1, IIIB et JR-FL, respectivement. 
Les vecteurs viraux utilisés ici sont dépourvus d’action réplicative mais garde néanmoins un pouvoir infectieux afin de pouvoir intégrer une cellule cible. Théoriquement, le virus ainsi injecté est suffisamment fonctionnel afin de pouvoir détourner la machinerie de synthèse protéique de la cellule et ainsi lui faire produire les protéines codées au sein des trois différents vecteurs (Gag, Pol et Nef). Il faut savoir que dans quasiment toutes les cellules de notre corps, celles-ci présentent en permanence des morceaux (peptides) de leurs protéines internes normales dans un récepteur à la surface cellulaire, le complexe majeur d'histocompatibilité de classe 1 (CMH-1). Ce système assure une défense de l’organisme en permettant la reconnaissance de protéines étrangères ou anormales qui se retrouveraient à l’intérieur de la cellule par des acteurs du système immunitaire (lymphocytes T). Or donc, les cellules ayant été « infectées » par les vecteurs adénoviraux se retrouveront à présenter des morceaux de protéines naturelles du VIH, mimant ainsi une infection par ce virus. Normalement, le système immunitaire devrait être capable d’établir une réponse CD8+ (cytotoxique) assistée par une mémorisation à l’aide d’une réponse CD4+ (lymphocytes Th1) . L’évaluation du caractère d’immunogénicité de ce type d’approche dans le cadre de la lutte contre le VIH est le but de l’étude clinique STEP.

## Procédure clinique
Initialement, 1 500 personnes (hommes et femmes mixés) ont été sélectionnées en fonction des critères suivants : ils devaient être à haut risque d’être infectés par le VIH sans toutefois en être initialement atteints et leur titre sérique d’anticorps neutralisant (Nab) contre les adénovirus de type 5 (Ad5) devait être inférieur ou égal à 200. Par la suite, en juin 2005, l’équipe de STEP a décidé d’inclure 1500 autres patients selon les mêmes critères d’évaluation du risque d’infection mais, cette fois-ci, ils devaient avoir un titre Nab Ad5 égal ou supérieur à 200. Les patients sélectionnés ont été aléatoirement divisés en deux groupes principaux : vaccin et placebo, ces deux groupes étant eux-mêmes stratifiés selon le titre sérique de Nab Ad5, leur sexe et le site géographique où se déroulaient les essais. Selon le protocole de l’essai clinique, les patients devaient être soumis à trois doses du vaccin, soit au jour 1, la semaine 4 et 26. Les patients ayant participé à l’étude ont été informés s’ils avaient reçu le vaccin ou le placebo le 13 novembre 2007.

## Résultats
La plupart des résultats d’efficacité actuellement disponibles sur l’essai clinique STEP correspondent aux analyses effectuées en date du 17 octobre 2007. Les membres de l’équipe de recherche ont analysé le taux de nouvelles infections au VIH chez les patients ayant reçu le vaccin et ceux ayant reçu le placebo. Il est à noter que puisqu’un seul nouveau cas de VIH est survenu chez les femmes, les analyses ont été effectuées chez les hommes seulement. Une des raisons pour lesquelles l’étude a été arrêtée précocement est le taux plus élevé d’infections chez les vaccinées versus le groupe contrôle. En effet, 49 cas ont été détectés chez les vaccinés, contre 33 pour le placebo. Des analyses plus poussées ont divisé ces cas selon différents critères. Chez les hommes ayant un titre Nab Ad5 inférieur à 200, les cas de VIH sont quasiment égaux (28 chez les vaccinés versus 24 chez les contrôles). Cependant, il y a une nette augmentation du taux d’infections chez le sous-groupe dont le Nab Ad5 est supérieur à 200 (21 chez vaccinés versus 9 chez contrôles). L’évaluation du risque de danger (Hazard Risk, HR) démontre un taux de risque global du vaccin entre 1,6 et 2,0. De plus, cette analyse démontre une nette corrélation entre le risque d’infection et le fait d’avoir initialement un titre Nab Ad5 supérieur à 200 tout en étant circoncis (HR entre 4,2 et 4,8 versus 0,6 – 0,8 chez les <200 et non circoncis) . Toutes ces évidences ont mené à l’abandon de l’étude STEP pour cause d’inefficacité du concept. 
 

## Perspectives futures amenées par cette étude
Selon le journal de nouvelles du HVTN publié à l’hiver 2009, un nouvel essai clinique sur sensiblement les mêmes bases scientifiques que le HVTN 502 serait sur le point de faire son apparition : le vaccin HVTN 505. Considérant la corrélation directe entre les taux d’anticorps contre les adénovirus de type 5 et l’inefficacité du vaccin, les créateurs de ce nouveau vaccin ont misé sur une immunisation par doses multiples de plasmides d’ADN suivi d’une augmentation de la réponse par une dose unique d’un vecteur Ad5 ; le tout codant les protéines EnvA, EnvB, EnvC, Gag, Pol et Nef du VIH.
Les différences majeures entre les vecteurs Ad5 de l’étude STEP et celui du HVTN 505 résident dans les méthodes choisis pour les rendre non réplicatifs et de leur répartition des gènes. En effet, il est à noter que la région E4 est totalement supprimée du HVTN 505 mais est conservée intégralement chez le HVTN 502. D’après la littérature scientifique, la suppression de cette région permettrait une plus faible expression des protéines de l’adénovirus et donc, augmenterait les taux et la durée de l’expression des transgènes (ici, les protéines cibles du VIH) , ce qui pourrait permettre une plus grande immunogénicité du vaccin. En ce qui concerne la répartition des gènes, il faut rappeler que le vaccin de l’étude STEP code les protéines Gag, Pol et Nef. Le HVTN 505, pour sa part, comprend les protéines Env (A, B et C), Gag, Pol et Nef dans les plasmides d’ADN mais exclut Nef du vecteur Ad5. La réponse immune recherchée par ce vaccin sera principalement contre les protéines Env et Gag, ce qui pourrait induire une réponse immune à la fois humorale et à médiation cellulaire.
Des résultats préliminaires de cette nouvelle étude démontrent avec clarté la hausse de l’immunogénicité en employant un système plasmides d’ADN / boost avec un vecteur Ad5.